# Nicole Armbruster

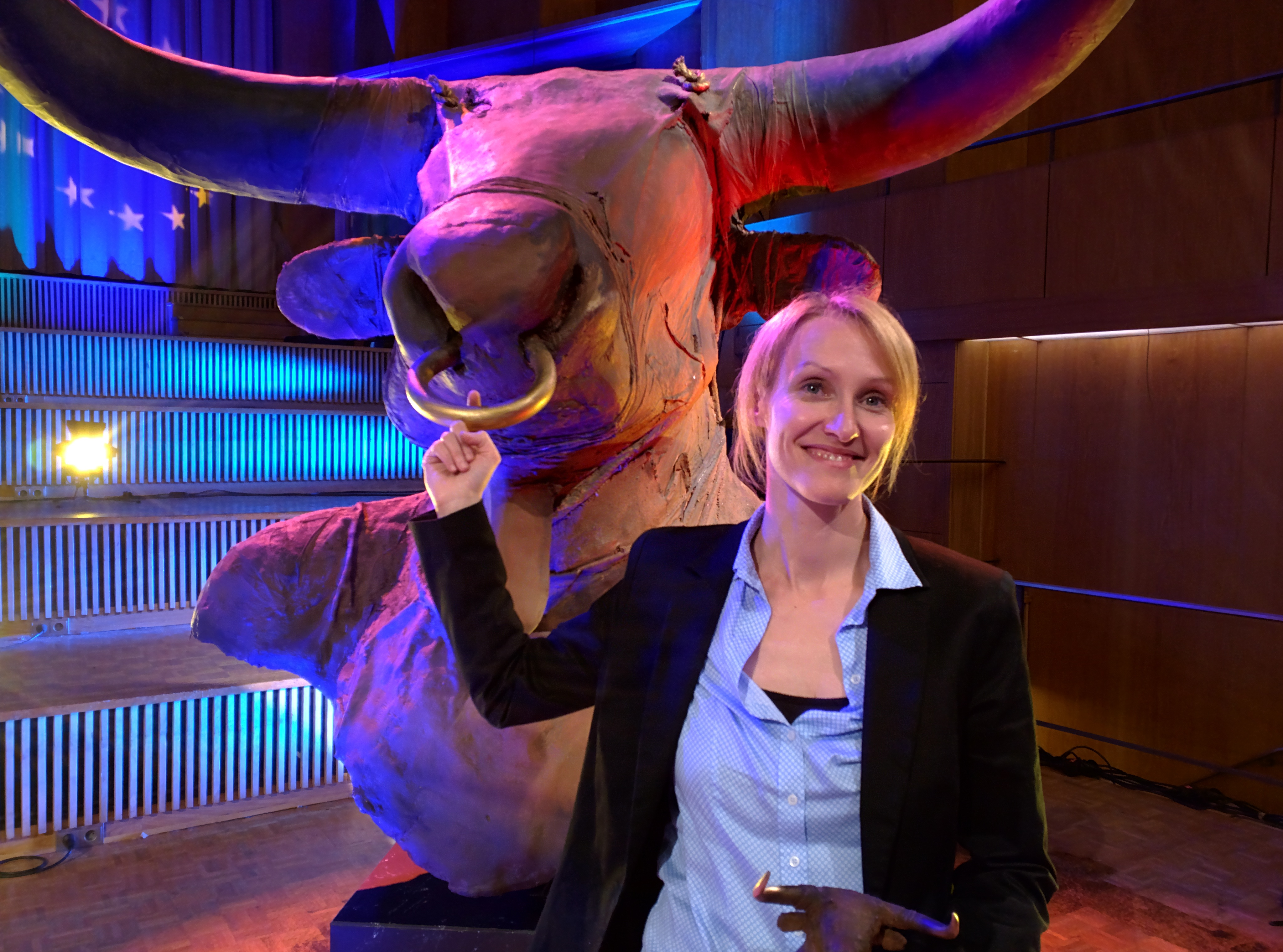
Nicole Armbruster, 2015

Nicole Armbruster (* 17. Juli 1975 in Hornberg) ist eine deutsche Drehbuchautorin und Dramaturgin.

## Leben
Armbruster studierte an der Hochschule für Film- und Fernsehen Konrad Wolf Drehbuch und Dramaturgie. Nach ihrem Abschluss an der Filmhochschule arbeitete sie auch als Lektorin bei Senator Entertainment und Deutschfilm in Berlin. Zu dieser Zeit gab sie auch Drehbuchseminare an der Humboldt-Universität Berlin. Danach absolvierte sie die Drehbuchwerkstatt München und nahm an verschiedenen Stoffentwicklungs-Programmen wie dem European Film Development Program Babylon und der Winterclass Serial Writing teil. Mittlerweile ist sie hauptberuflich als freie Drehbuchautorin aktiv.

## Filmografie (Auswahl)
- 2003: Kohlen holen (Kurzfilm)
- 2004: Irrläufer (Kurzfilm)
- 2004: Hoyerswerda ist unsere Heimat (Dokumentarfilm), Exposé[3]
- 2005: Wiedling (Kurzfilm)
- 2007: Wie Blubber im Bauch (Kurzfilm), Regie-Assistenz[4]
- 2011: Festung
- 2012: Lilli
- 2015: Freistatt
- 2016: Auf Augenhöhe (Drehbuch-Mitarbeit)
- 2017: Zur Hölle mit den anderen
- 2017: Bruno van Leeuwen – Der Tod und das Mädchen
- 2019: Helen Dorn: Nach dem Sturm
- 2020: Tatort: Rebland
- 2022: Tatort: Unten im Tal
- 2024: Ein Mann seiner Klasse
- 2024: Die Nichte des Polizisten

## Auszeichnungen
- 2005: Gert Ruge Incentive Preis für das Dokumentarfilm-Treatment Transit
- 2006: Nominierung First Steps Award  für das Drehbuch zu dem Kurzfilm Wiedling
- 2010: Thomas Strittmatter Drehbuchpreis für den Film Festung
- 2012: Emder Drehbuchpreis, mit Marc Brummund für das Drehbuch Freistatt
- 2013: Deutscher Drehbuchpreis, mit Marc Brummund für den Film Freistatt
- 2015: Prix Genève Europe, mit Marc Brummund für das Drehbuch Freistatt
- 2017: Baden-Württembergischer Filmpreis für Zur Hölle mit den anderen
- 2018: Nominierung Goldene Romy, Bestes Buch TV-Film[5] Zur Hölle mit den anderen
- 2024: Günther Rohrbach Filmpreis (Regie), Preis des Saarländischen Rundfunks für Ein Mann seiner Klasse
- 2024: Baden-Baden Televisionale Nominierung für Ein Mann seiner Klasse
- 2025: Grimme-Preis-Nominierung für Ein Mann seiner Klasse
- 2025: Bernd-Burgemeister Preis für Die Nichte des Polizisten